# Paté de foie gras (racconto)
Paté de foie gras (Pâté de Foie Gras) è un racconto di fantascienza umoristica di Isaac Asimov pubblicato per la prima volta nel 1956 nel numero di settembre della rivista Astounding Science Fiction. Successivamente è stato incluso in varie antologie, tra cui Misteri. I racconti gialli di Isaac Asimov (Asimov's Mysteries) del 1968.
È stato pubblicato varie volte in italiano a partire dal 1966.
Come il classico Proprietà endocroniche della tiotimolina risublimata, Paté de foie gras è un articolo scientifico in chiave parodistica.

## Trama
Un oscuro impiegato del Dipartimento dell'Agricoltura racconta della scoperta, in una fattoria del Texas, di un'oca che depone uova d'oro. L'oca, viene spiegato, trasmuta in oro un isotopo dell'ossigeno presente in natura attraverso enzimi del suo fegato in grado di catalizzare reazioni nucleari. Con il suo background di biochimico, l'autore spiega che ogni processo metabolico che produce un quantitativo di energia uguale o simile al livello iniziale non può danneggiare le proteine cellulari ma se il metabolismo dell'oca dovesse andare fuori controllo, l'animale verrebbe incenerito dato che le reazioni di transmutazione atomica producono livelli di energia 10.000 volte maggiori rispetto alle reazioni biochimiche. Questo non avviene grazie agli enzimi di cui è provvista l'oca, che assorbono l'eccesso di radiazioni nucleari.
Alla fine, il narratore è di fronte a un dilemma: per scoprire come l'oca faccia tutto questo sarebbe necessario dissezionarla, ma non ci sono altri esemplari di un'oca simile, dato che l'alto contenuto di oro nelle sue uova impedisce la riproduzione. Il narratore decide quindi di contattare Asimov e fargli scrivere la storia, allo scopo di sollecitare idee ai lettori di Astounding.